# Rimé mozgalom
A rimé mozgalom a tibeti buddhizmushoz tartozó szakja, kagyü és nyingma iskolák közös mozgalma, amelyhez társultak bon tudósok is.
Dzsamjang Khjence Vangpo (1820–1892) és Dzsamgön Kongtrül (1813–1899) összegyűjtötték egybe a szakja, a kagyü és a nyingma tanításokat, köztük sok majdnem teljesen elveszett tanítással. Erre azért volt szükség, mert a gelug intézmények teljesen elnyomták a többi buddhista hagyományokat. Khjence és Kongtrül gyűjtőmunkája nélkül a kommunisták által a buddhizmus ellen végzett romboló hatása sokkal végzetesebb lett volna. A rimé mozgalom által számos szöveggyűjtemény keletkezett, mint a Rincsen terdzod vagy a Sedzsa Dzö.

## Nézetek
A legtöbb buddhista tudós egyetért abban, hogy a rimé egy „eklektikus mozgalom”, Van, aki szerint azonban a rimé mozgalom sokkal inkább tekinthető univerzalistának (és enciklopedikusnak), ahogyan a neve is mutatja, rimed (pa) (a riszu cs'edpa ellentéte), azaz határtalan, mindent felölelő és részrehajlás nélküli. Ringu Tulku, az egyik legjelentősebb mai rimé mester a rimé alapítóinak eredeti üzenetét emeli ki, hogy a rimé nem egy új iskola, csupán egy megközelítés, amelyben szabadon lehet választani a tibeti buddhizmus történetére egyébként is jellemző módon. A karmapák, Congkapa, a dalai lámák, a szakja vonal vezetői és a fő nyingma és kagyü alakok mindnyájan különböző iskolákból és hagyományvonalaktól kaptak tanításokat.
A mozgalom neve a tibeti risz (előítélet, oldal) és med (hiány) szavakból áll össze, amelyek együttesen kifejezik a nyitottságot az összes tibeti hagyomány irányába, amely a szektarianizmus teljes ellentéte. Gyakori a félreértés azzal kapcsolatban, hogy a mozgalom a különböző szekták egyesítésére törekszik, holott szándékuk szerint igyekeznek elismerni a hagyományok közötti különbözőségeket, amely lehetőséget teremt párbeszédeken keresztül tiszteletet kifejezni egymás felé. Fontosnak tartják a különbözőségek megtartását, ezért a rimé tanítók általában igyekeznek felhívni a figyelmet a különbségekre, hogy a tanítványok szabadon dönthessenek a spirituális útjukkal kapcsolatban.
A rimé kezdetben a tibeti buddhista hagyományok között egyre fokozódó gyanakvás és feszültség végett jött létre, ugyanis bizonyos esetekben az egyes iskolák odáig mentek, hogy megtiltották tanulóiknak, hogy más iskoláktól tanuljanak. A tibeti buddhizmusban hosszú története van az iskolák közötti és az iskolákon belül a tantételek állításai közötti vitázásnak. Egyes gyakorlók emiatt arra a következtetésre juthattak, hogy a saját iskolájuké a leghelyesebb nézet, és más iskolák nézetei helytelenek. A rimé mozgalom óva int az ilyen nézőponttól és azt hirdeti, hogy a vitázás és a megbeszélés fontos, még akkor is ha a diskurzus témája az, hogy melyik iskola vagy nézet a helyesebb.
A rimé gyakorlók különböző hagyományvonalaktól és mesterektől is fogadhatnak tanításokat, ez azonban nem követelmény.

## A rimé alapítói
A rimé mozgalom alapításában a két legfontosabb személy a különböző iskolákhoz tartozó Dzsamjang Khjence Vangpo és Dzsamgön Kongtrül volt. A nevükben szereplő díszítő jelzőből arra lehet következtetni, hogy őket Mandzsusrí megtestesülésének tekintik. Előbbi a nyingma és kagyü hagyományokhoz, míg az utóbbi a szakja iskolához tartozott. Akkoriban a tibeti filozófiai iskolák egymástól elszigetelődtek, és ők ketten jelentős szerepet játszottak abban, hogy a szekták között újból elindulhasson a párbeszéd.
A rimé mozgalom a tibeti történelem azon időszakában vált jelentőssé, amikor a vallási közéletet a pártoskodás jellemezte. A mozgalom célja az volt, hogy egymás irányába lendítse a különböző hagyományokat, hogy azok el legyenek külön ismerve a saját hozzájárulásaikért, ahelyett, hogy betiltanák vagy kirekesztenék egymást. Veszélybe került, hogy különböző iskolák tanításai esetleg végleg elvesznek és a mozgalom azért indult, hogy ezeket megőrizze. Azzal együtt, hogy a mozgalom által sikerült megmenteni tanításokat, ezek a tanítások nem lettek összekeverve, mindegyik megőrizte saját integritását.